# Scotonycteris occidentalis
Scotonycteris occidentalis är en fladdermus som beskrev 1947 av Hayman. Arten ingår i släktet Scotonycteris inom familjen flyghundar, och förekommer i västra Afrika. Populationen listades tidigare som underart av Scotonycteris zenkeri. Efter genetiska studier 2015 kategoriseras den som en egen art.

## Utseende
Individerna har med en kroppslängd (huvud och bål) av 65 till 85 mm, en vikt av 16 till 24 g och med 47 till 55 mm långa underarmar samma storlek som andra släktmedlemmar. En svans saknas, bakfötterna är 11 till 14 mm långa och öronen är 12 till 17 mm stora. Pälsen på ovansidan är rödbrun till mörkbrun med flera ljusa fläckar. Undersidan är täckt av ljusgrå till vit päls. Andra kännetecken är delvis vita läppar, stora mörkbruna ögon, nakna avrundade öron och olivbrun till mörkbrun flygmembran. Hannar har inga tofsar på axlarna. Jämförd med Scotonycteris zenkeri har arten inte lika robusta tänder.

## Utbredning
Scotonycteris occidentalis har en population från Liberia och sydöstra Guinea till Ghana och en population i södra Nigeria. Den lever i låglandet och i bergstrakter upp till 1000 meter över havet. Arten vistas i ursprungliga fuktiga skogar och den besöker angränsande landskap under födosöket.

## Ekologi
De flesta exemplar är aktiva mellan klockan nio och elva på kvällen samt mellan klockan två och fyra på morgonen. De stannar generellt i ett litet område. Födan utgörs av frukter som hittas nära marken eller i trädkronorna. Mellan juni och september äter den främst frukt av släktet skattor. Exemplar i fångenskap åt under en natt föda som motsvarade deras egen vikt. Dräktiga honor har dokumenterats i januari och februari samt mellan juli och oktober. Per kull föds en unge.

## Status och hot
Beståndet hotas av skogsbruk och av skogens omvandling till jordbruksmark. Scotonycteris occidentalis är fortfarande vanligt förekommande. IUCN listar arten som livskraftig (LC).